# Алкамо
А̀лкамо (на италиански: Alcamo, на сицилиански Arcamu, Аркаму) е град и община в южна Италия, провинция Трапани, автономен регион Сицилия. Разположен е на 258 m надморска височина. Населението на града е 45 935души (към 2010 г.).